# Алюминий-26
Алюминий-26, 26Al — радиоактивный изотоп химического элемента алюминия, распадающийся посредством позитронного распада и электронного захвата в стабильный нуклид магний-26. Период полураспада основного состояния 26Al составляет 7,17⋅105 лет. Это слишком мало, чтобы изотоп мог сохраниться с момента предсолнечного нуклеосинтеза до настоящего времени, но небольшое количество ядер этого нуклида постоянно образуется при столкновениях протонов космических лучей с атомами аргона. Существует также метастабильное возбуждённое состояние 26mAl с энергией 228,305 кэВ и периодом полураспада 6,3465 секунды; оно тоже распадается посредством позитронного распада и электронного захвата.
Алюминий-26 также испускает гамма-лучи (с возбуждённых состояний магния-26, на которые происходит переход с основного состояния 26Al, и при аннигиляции позитронов, излучаемых во время β+-распада). При электронном захвате электронная оболочка образующегося атома 26Mg с «дыркой» на месте одного из внутренних электронов, захваченного ядром, снимает возбуждение путём испускания характеристических рентгеновских лучей и оже-электронов.

## Датировка метеоритов
Алюминий-26 может быть использован для определения времени, прошедшего с момента выпадения метеорита на Землю. Метеорит с момента распада родительского тела подвергается бомбардировке космическими лучами, которые создают в нём ядра алюминия-26. После падения на Землю поток космических лучей резко уменьшается, и накопление 26Al прекращается, но его распад продолжается с той же скоростью. Это означает, что количество оставшихся в образце ядер 26Al может быть использовано, чтобы вычислить дату падения метеорита на Землю.

## Распространённость в межзвёздной среде

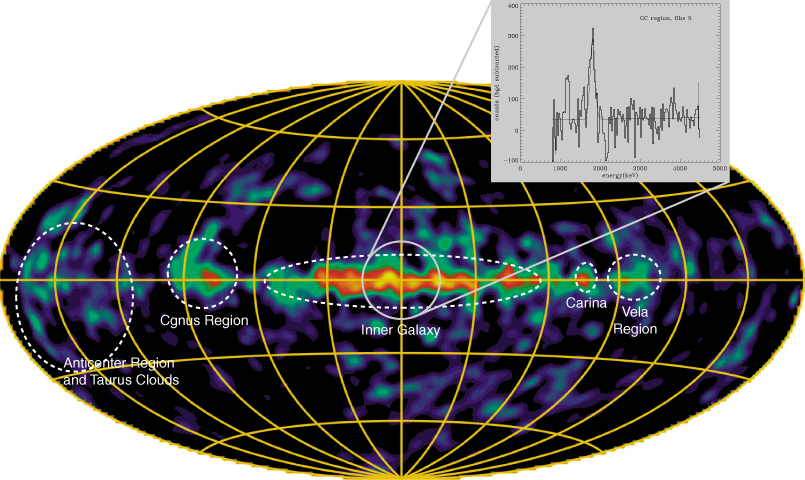
Распределение ^{26}Al в Млечном Пути

Гамма-линия с энергией 1809 кэВ, возникающая при распаде 26Al, была первым наблюдавшимся гамма-излучением от галактического центра (спутник НЕАО-3, 1984 год).
Изотоп в Галактике создаётся главным образом в сверхновых, выбрасывающих много радиоактивных нуклидов в межзвёздную среду. Считается, что при конденсации небольших планетных тел он обеспечивает тепловыделение достаточное для такого разогрева, чтобы началось гравитационная дифференцировка их недр, как это произошло в ранней истории астероидов (1) Церера и (4) Веста. Этот изотоп также играет роль в гипотезах относительно происхождения экваториальной выпуклости Япета, спутника Сатурна.

## История
До 1954 года измеренный период полураспада алюминия-26 считался равным 6,3 секунды. После публикации теоретического доказательства того, что этот распад на самом деле относится к метастабильному состоянию (изомеру) алюминия-26, ядра этого изотопа в основном состоянии были получены путём бомбардировки магния-26 и магния-25 дейтронами в циклотроне Университета Питтсбурга. Первое измерение дало период полураспада основного состояния, оцененный в ~106 лет.

## Основное состояние
Основное состояние алюминия-26 со спином и чётностью Jπ = 5+ не может прямо распасться на основное состояние ядра магний-26 (которое имеет спин 0) ввиду существенной разницы спинов; точнее, бета-переходы из основного состояния в основное имеют очень высокую степень запрета и не наблюдаются, несмотря на довольно большую доступную энергию распада (Qε = 4004,14 кэВ). Распад (как электронный захват, так и позитронный распад) происходит почти всегда (в 97,3 % случаев) на первое возбуждённое состояние магния-26 с энергией 1808,7 кэВ и Jπ = 2+. Этот уровень немедленно разряжается в основное состояние 26Mg с испусканием гамма-кванта с энергией 1808,6 кэВ; пик с этой энергией является самой характерной особенностью гамма-спектра 26Al. В оставшихся 2,7 % случаев переход происходит на второе возбуждённое состояние 26Mg с E = 2838,4 кэВ (Jπ = 2+), которое может распасться напрямую на основной уровень, излучив гамма-квант с энергией 2938,3 кэВ, но чаще (в отношении 0,27:2,4) распадается через уже упомянутое первое возбуждённое состояние с испусканием каскада гамма-квантов с энергиями 1129,7 и 1808,7 кэВ. Время жизни обоих возбуждённых уровней меньше 1 нс. Кроме разрядки возбуждённых уровней с излучением гамма-кванта, во всех случаях возможна передача сбрасываемой энергии Eγ орбитальному электрону (эффект внутренней конверсии) с испусканием конверсионного электрона с соответствующей фиксированной энергией Eγ − Ec, где Ec — энергия связи электрона в атоме 26Mg. При этом возбуждение электронной оболочки снимается путём излучения характеристических рентгеновских фотонов и оже-электронов с суммарной энергией Ec.

## Изомер
Изомерное состояние алюминия-26 (26mAl) с изоспином T = 1 обладает энергией 228,305 кэВ выше основного состояния (T = 0), однако его спин (0+) сильно отличается от спина основного состояния (5+), поэтому изомерный переход в основное состояние сильно подавлен. На 2015 год этот переход не обнаружен; распад, как и у основного состояния, происходит путём испускания позитрона или захвата орбитального электрона, однако все распады происходят в основное (а не в возбуждённое) состояние магния-26.
Измерение периода полураспада по каналу фермиевского бета-распада метастабильного состояния алюминия-26 представляет интерес для экспериментальной проверки двух компонентов Стандартной модели, а именно, гипотезы сохраняющегося векторного тока и требуемой унитарности матрицы Кабиббо — Кобаяши — Маскавы. Этот распад является сверхразрешённым, начальное и конечное (26Mg) состояния обладают одинаковым спином и чётностью 0+. Измерение в 2011 году периода полураспада Al-26m дало значение 6346,54 ± 0,46(стат.) ± 0,60(сист.) миллисекунды. Кроме того, получено значение ft = 3037,53(61) мс. Эти период полураспада и ft представляют собой наиболее точно измеренные значения среди всех сверхразрешённых бета-переходов.